# Karl Piehl
Karl Fredrik Theodor Piehl, född den 30 mars 1853 i Stockholm, död den 9 augusti 1904 i Sigtuna, var en svensk egyptolog.
Piehl blev student vid Uppsala universitet 1872, avlade 1876 filosofie kandidatexamen, promoverades 1881 till filosofie doktor och blev samma år docent i egyptiska språket vid Uppsala universitet. Åren 1882-88 vistades han med offentligt understöd tre gånger under sammanlagt två år i Egypten för vetenskapliga undersökningar. Han blev 1889 prefekt för den av honom upprättade samlingen av egyptiska fornsaker i Uppsala, sedan 1890 kallad "Victoriamuseet för egyptiska fornsaker", och erhöll 1893 en personlig extra ordinarie professur i egyptologi. Han deltog som ombud för Sverige i 9:e (1892), 10:e (1895) och 11:e (1897) orientalistkongresserna. Piehl blev ledamot av Humanistiska vetenskapssamfundet i Uppsala 1890 och var ledamot eller hedersledamot av flera utländska lärda samfund. 
Som egyptolog var Piehl huvudsakligen autodidakt. Endast en månad 1874 i Kristiania och ett par månader 1878-79 vid Collège de France åtnjöt han undervisning av andra. Redan hans gradualavhandling, Petites études égyptologiques (1881), belönad med filosofiska fakultetens första hederspris, väckte stort uppseende och erkännande. Hans övriga större arbeten är Dictionnaire du papyrus Harris n:o 1 (1882) och Inscriptions hiéroglyphiques (serie l-3, 1885-1903). Genom dessa samt sina mer än 250 vetenskapliga tidskriftsartiklar intog Piehl ett av de främsta rummen bland egyptiska filologer och var den främste kännaren av Ptoleméer- och romartidens texter. 
Av största betydelse för vetenskapen var den av honom 1896 uppsatta och redigerade internationella tidskriften "Sphinx. Revue critique embrassant le domaine entier de l'égyptologie", där han ofta skarpt bekämpade vad han såg som oärlighet och dilettantism inom sin vetenskap. Han utgav dessutom de populärvetenskapliga arbetena Från Nilens stränder (1895) och Bilder från Egypten (1896). År 1908 lät egyptiska staten i egyptiska museet i Kairo uppsätta hans byst, som på dess uppdrag blivit utförd av Carl Eldh. En bibliografi över hans skrifter publicerades i "Sphinx" 1905.